# NHK地域応援キャンペーン
NHK地域応援キャンペーン（NHK ちいきおうえん キャンペーン）は、NHKが2007年度（平成19年度）に放送などを通じて展開していたキャンペーン活動。キャッチフレーズは『ここから未来をつくろう』。

## 概要
NHKは、2003年4月から『難問解決!ご近所の底力』という番組を放送し、全国各地域が抱える問題を解決するためのヒント探しを続けてきた。この間、日本国内では、小泉純一郎→安倍晋三政権によって、地域間の格差が拡大し、国家分裂に繋がりかねない事態となっていた。さらにNHKでも地域放送の予算が大幅に減らされたも同然の事態となり「東京一極集中」に対する批判が強まっていった。
これら一連の事態を受けNHKは、2007年度にそれまで散発的に放送されてきた番組を集約・体系化し、各地域が抱えている問題に真剣に向き合うためのキャンペーンを立ち上げた。3つのキャンペーン関連番組「地域発!どうする日本」「ネットワーク54」「にっぽんの底力」の放送のほか、地域貢献活動にも積極的に取り組み、一定の成果を挙げたが、キャンペーンとしては1年間で一旦締め、翌2008年度は、地域枠と統合して進められた。
なお、この地域応援キャンペーンのコンセプトは、その後2013年に連続テレビ小説「あまちゃん」の人気を受けて、同年8月から展開された「日本中が元気になる! 全国「あまちゃん」マップ あなたの町おこしキャンペーン」に引き継がれ、2014年にはこれを通年化した「恋する地元キャンペーン」が展開されている。

## 関連番組
- にっぽんの底力
  - 難問解決!ご近所の底力…このキャンペーンのベースとなった番組
  - いよっ!日本一
- NHKネットワーク54
- 地域発!どうする日本
- 日本の、これから
- ワースト脱出大作戦
- これこそ!わが町 元気魂…2008年正月特別番組
- 地域発!ぐるっと日本
- その他放送センター含む54放送局が制作する番組

## 関係する人物
項目が存在する単発番組の出演者は除く。
- 堀尾正明アナウンサー…キャンペーン統括。『日本の、これから』以外に出演。キャンペーン終了とともに退職、フリーに
- BEGIN…キャンペーンテーマソング製作・歌唱
- 中村愛アナウンサー…島根県のPRに力を入れていたが、途中仙台局へ転勤
- 松本和也アナウンサー…堀尾の後任